# Toetqavoel
Toetqavoel (Tadzjieks: Тутқавул, Russisch: Туткаул, Engels: Tutkaul) is een voormalige nederzetting en archeologische vindplaats in het zuiden van Tadzjikistan, ten zuiden van de stad Norak). Het gebied is ongeveer 1 ha groot. In 1963-1969 werden er noodopgravingen uitgevoerd door Vadim Ranov, voor het gebied na de aanleg van de Norakdam overstroomd zou worden door de Vachsj.
Er zijn lagen geïdentificeerd die teruggaan tot het mesolithicum (10e-9e millennium v.Chr.) en het neolithicum (7e-5e millennium v.Chr.).  
In de mesolithische laag werden veel geometrische (trapeziumvormige) klingen gevonden. Er werden halfronde haarden van gruis en "leefruimtes" van gebroken steen gevonden. 
De neolithische lagen worden gekenmerkt door ruwe chopper-werktuigen gemaakt van hele, intacte rolstenen en steenfragmenten, en werktuigen gemaakt van vuursteen in de vorm van microlieten. Er werd geen aardewerk
Onder de neolithische laag werden de schedels van een vrouw en drie kinderen gevonden. Ze behoorden allemaal tot het Europide  Oud Noord-Euraziatische type. De populatie van Toetqavoel hield zich tijdens het neolithicum bezig met primitieve veeteelt (schapen/geiten). 